# Stanislas Courbe
Stanislas Courbe, né le 8 septembre 1886 à Fribourg en Suisse et mort le 23 avril 1971 à Paris, est un prélat français, évêque auxiliaire de Paris de 1943 à 1970.

## Biographie
Stanislas Courbe, né le 8 septembre 1886 en Suisse à Fribourg, est ordonné prêtre le 3 avril 1915.

### Service presbytéral
Il est ensuite prêtre du diocèse de Paris.
Chanoine et vicaire général du diocèse de Paris, il est secrétaire général de l'Action catholique française (ACF) de 1931 à 1958,. Il coordonne les mouvements catholiques et contrôle plusieurs comités nationaux rattachés directement à l'ACF : le comité général des pèlerinages nationaux (1931), le comité national de la presse, le comité d'action sociale (1932), la centrale catholique du livre, le comité catholique d'hygiène et de santé (1936), le comité national des loisirs (1937), le comité national de l'enseignement libre (1937, jusqu'en 1941), le comité national des malades et des infirmes (1947) et le comité catholique de l'enfance (1948). En outre, de 1931 à 1945, Stanislas Courbe assiste la commission permanente de l'Assemblée des cardinaux et archevêques de France (ACA) dans l'organisation de ses réunions et assemblées annuelles. Il participe ainsi à l'organisation matérielle des réunions à l'archevêché de Paris, à la rédaction et à la diffusion du procès-verbal. 
Il est récompensé par la papauté en 1934 : il est désigné prélat de la maison du pape, ce qui lui donne le droit de se faire appeler Monseigneur sans être pour autant consacré comme évêque.
Pendant la guerre, il doit gérer les rapports difficiles avec l'État français. C'est à ce titre qu'il propose le 5 mars 1942 un protocole d'accord entre la Jeunesse agricole catholique (JAC) et la Fédération gymnastique et sportive des patronages de France (FGSPF) afin de développer des pratiques sportives adaptées au monde rural.

### Service épiscopal
Le 22 juin 1943 il est nommé évêque titulaire de Castoria (de) et évêque auxiliaire de Paris, fonction qu'il exerce jusqu'en 1966. Il est consacré le 17 août 1943 par le cardinal Suhard, archevêque de Paris. Après la guerre dans un contexte difficile, il poursuit, avec l'appui de l'archevêque de Paris Maurice Feltin mais avec un succès très limité, sa volonté de rapprochement entre la nouvelle Fédération sportive de France (FSF) et les mouvements d'action catholique spécialisés.
Stanislas Courbe est père conciliaire des quatre sessions du concile Vatican II.
Il se retire en décembre 1970 à l'âge de 84 ans et meurt quelques mois plus tard le 23 avril 1971.